# مغنولية فرجينية
ماغنوليا فرجينية (الاسم العلمي:Magnolia virginiana) هي نوع من النباتات تتبع جنس الماغنوليا من الفصيلة الماغنولية.

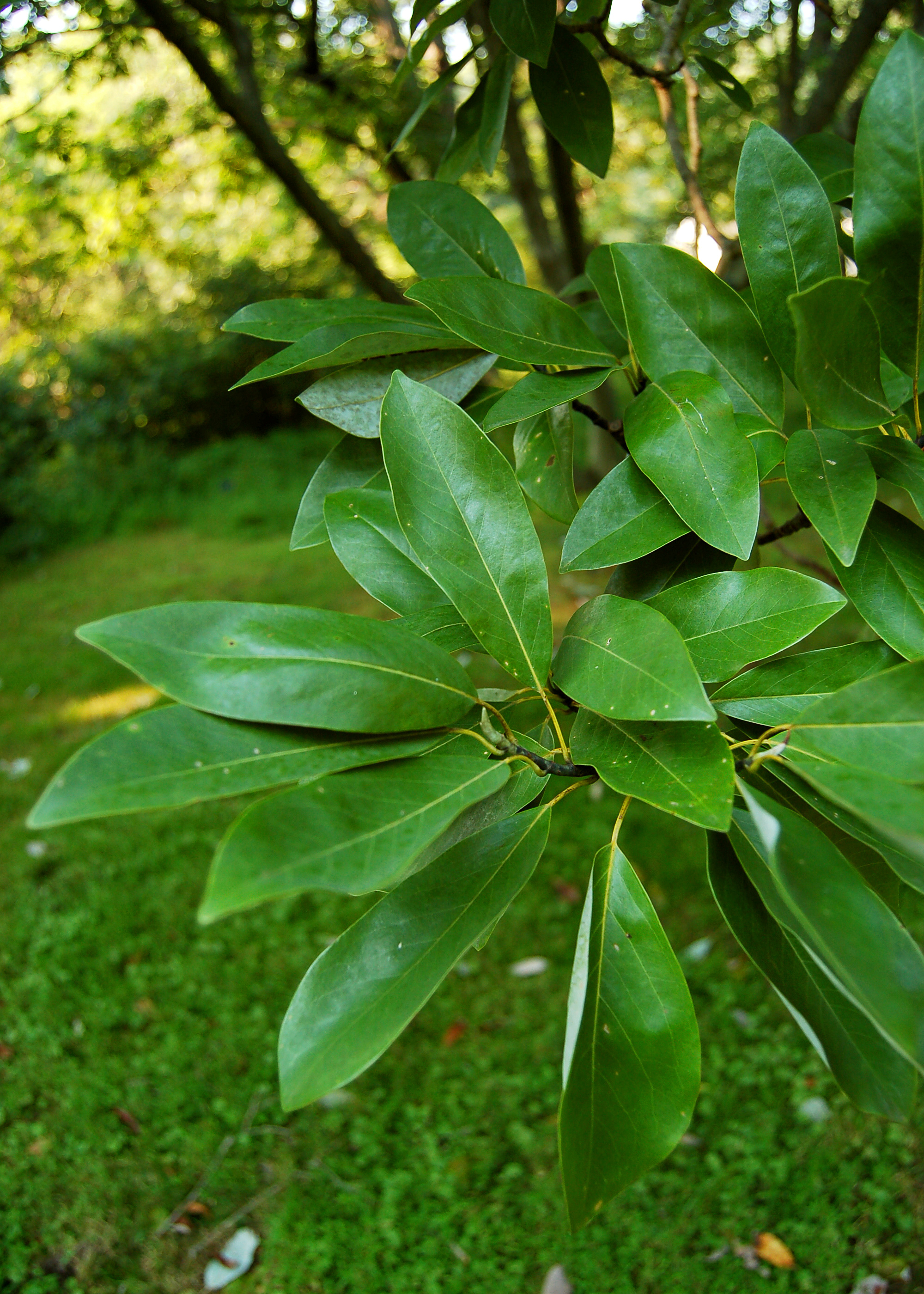
Leaves
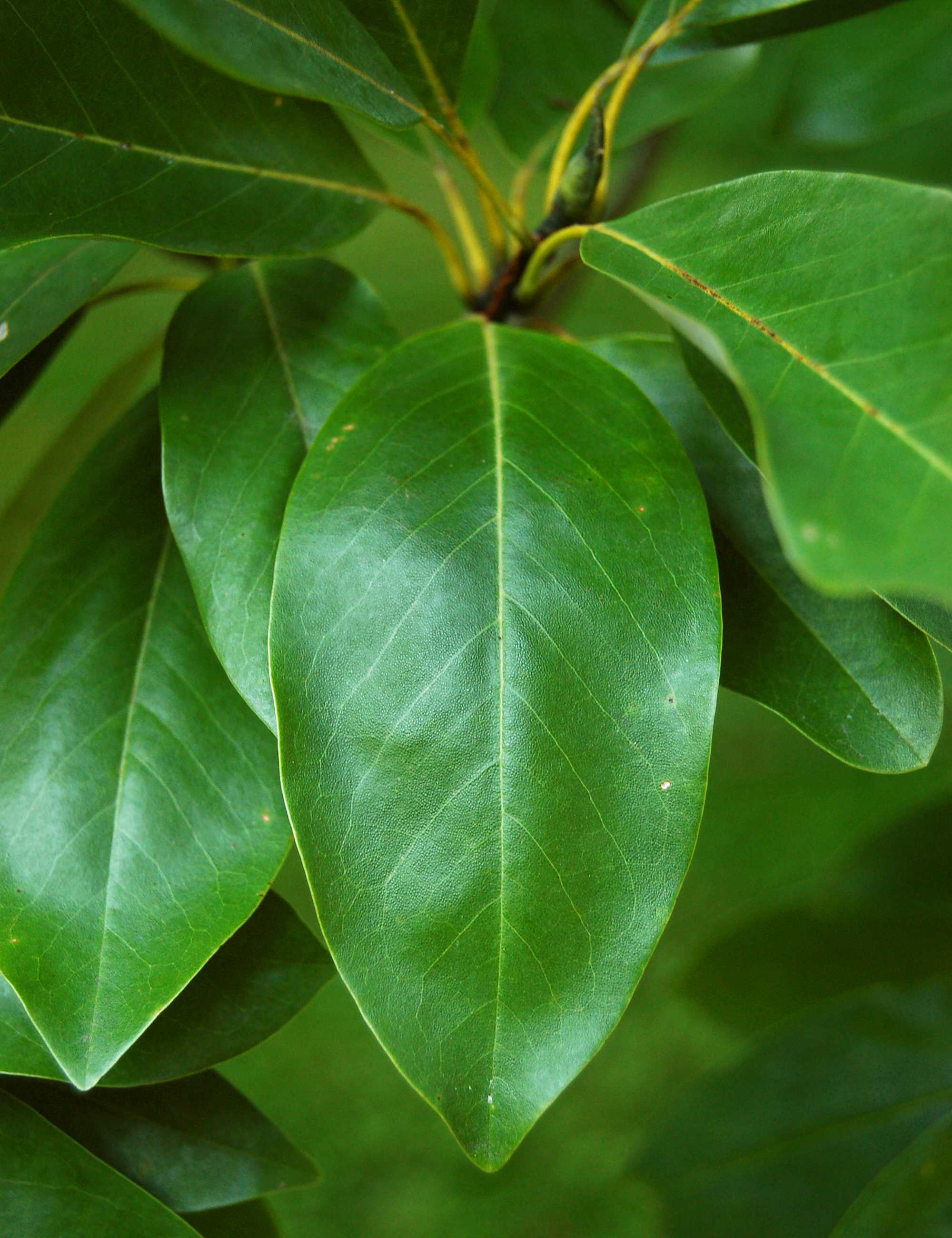
Leaf closeup
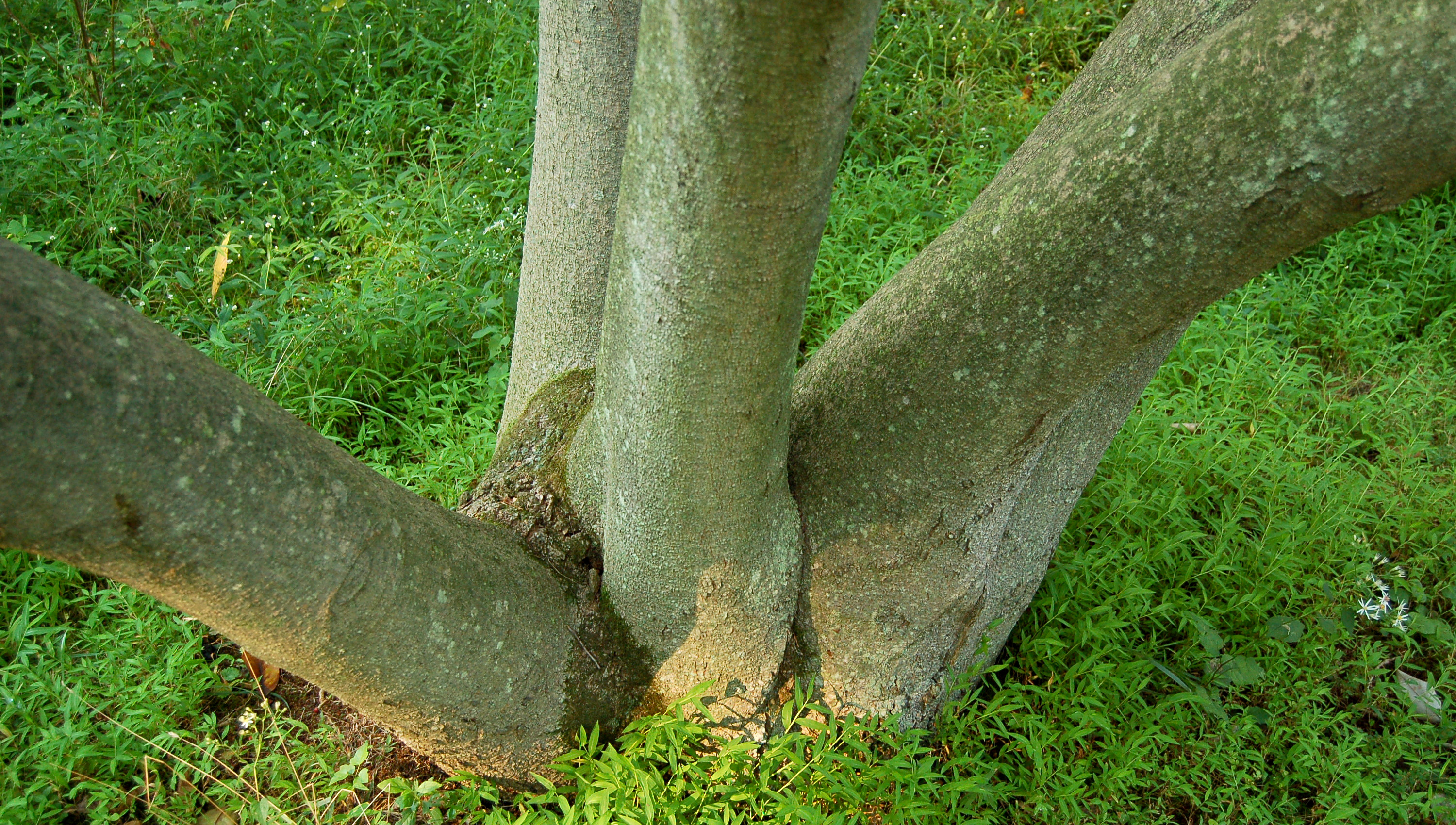
Base of the tree's trunk
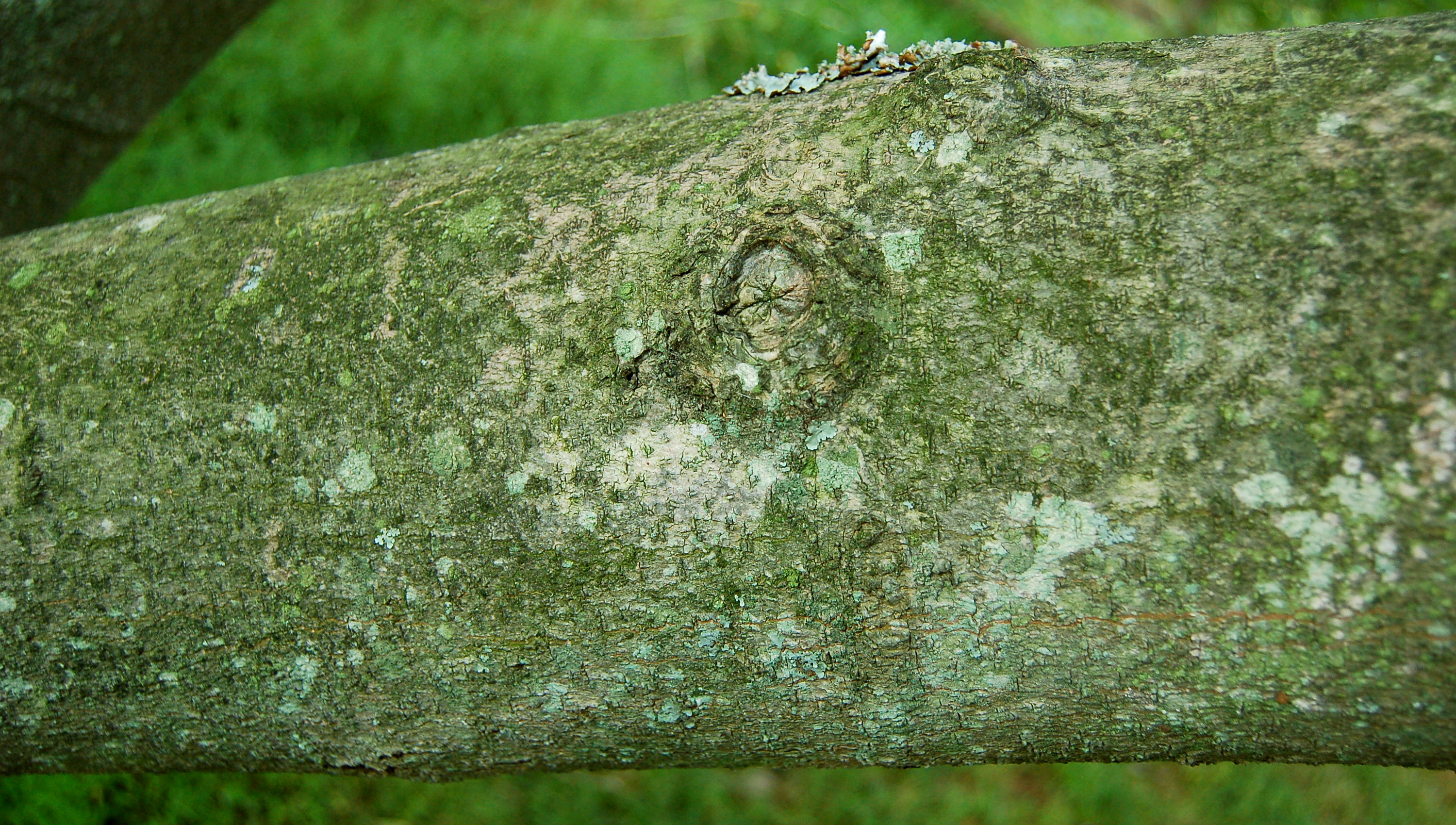
Closeup of the tree's bark
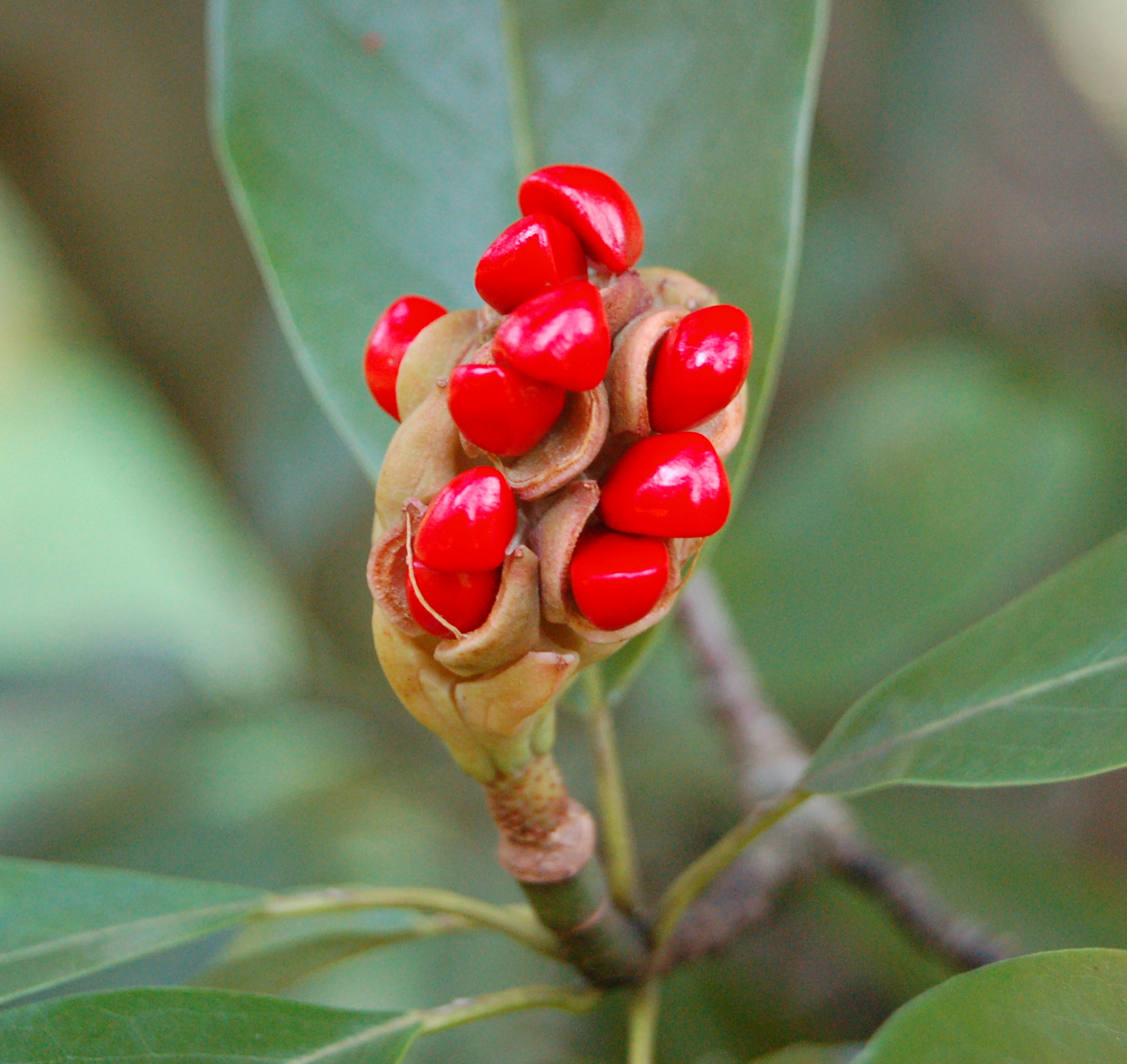
Young berry cluster
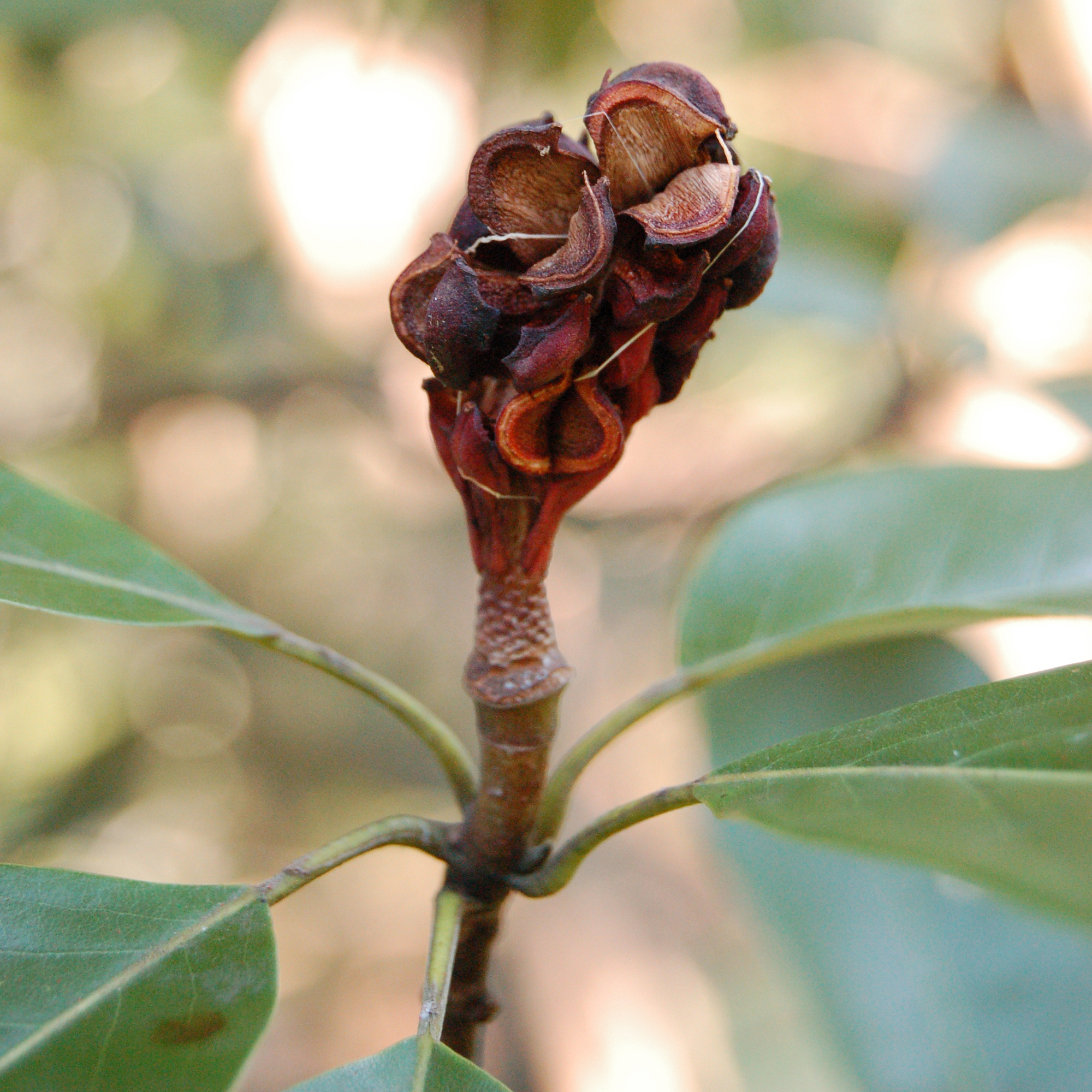
Dried berry cluster